# Valerij Solodčuk
Valerij Nikolaevič Solodčuk (in russo Валерий Николаевич Солодчук?; Astrachan', 24 marzo 1971) è un generale russo, dal 2025 attuale comandante del Distretto militare centrale.

## Biografia
Solodčuk è nato il 24 marzo 1971 ad Astrachan', capoluogo dell'omonima regione meridionale della Russia europea, nell'allora RSFS Russa.

### Carriera militare
Dopo aver conseguito il diploma di scuola superiore, ha intrapreso il percorso formativo presso la Scuola militare Suvorov di Leningrado (oggi San Pietroburgo) per formazione di giovani ufficiali dell'esercito russo. Successivamente, ha proseguito gli studi presso la Scuola di comando aviotrasportata di Rjazan', dalla quale si è diplomato nel 1992. 
Entrato nelle truppe aviotrasportate russe (VDV), ha ricoperto il ruolo di comandante di plotone. Nel corso della sua carriera, ha successivamente comandato una compagnia di ricognizione e un battaglione della 98ª Divisione aviotrasportata, incarico che ha ricoperto fino al 2001. In quell'anno, ha iniziato il percorso di formazione successiva presso l'Accademia militare interforze della Federazione Russa.
Dopo essersi diplomato nel 2004, è stato assegnato al 217º Reggimento aviotrasportato della 98ª Divisione come capo di stato maggiore e successivamente comandante. In seguito è stato nominato capo di stato maggiore della 98ª Divisione prima di entrare all'Accademia militare dello stato maggiore russo. Dal 2012 al 2014, Solodčuk ha comandato la 7ª Divisione d'assalto aereo da montagna delle guardie, venendo promosso a maggior generale nel febbraio 2014.
Secondo il governo ucraino, tra l'autunno 2014 e la primavera 2015 il generale sarebbe stato trasferito nell'Ucraina orientale per sostenere i separatisti filo-russi del Donbass, diventando il comandante delle truppe della Repubblica Popolare di Doneck, il 1º Corpo d'armata.
Tornato in Russia, Solodčuk è stato nominato vice comandante della 5ª Armata combinata, ricoprendo tale carica fino al 2017, quando è stato scelto come capo di stato maggiore della 36ª Armata combinata del Distretto militare orientale, e infine comandante ufficiale nel gennaio 2020. Nel dicembre 2021 Solodčuk è stato promosso al grado di tenente generale.

#### Invasione russa dell'Ucraina
Al comando della 36ª Armata, Solodčuk ha preso parte all'invasione dell'Ucraina, invadendo il paese dalla Bielorussia e avanzando verso la capitale ucraina nell'ambito dell'offensiva su Kiev. Le unità subordinate alla sua armata sono state accusate di aver commesso crimini di guerra contro la popolazione civile ucraina. Durante questo periodo, parte dell'armata è stata respinta dalle forze ucraine con gravi perdite e causando forti tensioni tra le truppe; secondo una chiamata intercettata dall'intelligence ucraina, Solodčuk è stato quasi colpito a morte mentre affrontava le truppe in rivolta.
Durante l'offensiva ucraina nell'oblast' di Kursk iniziata nella seconda metà del 2024, il generale è stato incaricato di supervisionare le forze russe nella regione per difenderne i confini. A novembre 2024 un posto di comando russo nel villaggio di Maryno è stato colpito da missili Storm Shadow, uccidendo cinquecento soldati nord coreani di supporto e diciotto ufficiali russi. Media ucraini hanno anche riportato che Solodčuk fosse tra i caduti nell'attacco missilistico. Queste notizie si sono rilevate errate quando il Servizio di sicurezza dell'Ucraina ha accusato il generale di essere uno degli ideatori dell'attacco aereo contro la città di Charkiv nel gennaio 2025. Il 21 febbraio successivo, con decreto del presidente russo, Solodčuk è stato promosso a colonnello generale.
Con la promozione del generale Andrej Mordvičev al comando in capo delle forze terrestri, nel maggio 2025 Solodčuk è stato nominato nuovo comandante del Distretto militare centrale.